# ۱۱۲۷ (قمری)
۱۱۲۷ (قمری)، هزار و صد و بیست و هفتمین سال در گاهشماری هجری قمری است. اول محرم این سال برابر با هفتم ژانویه سال ۱۷۱۵ میلادی است.